# Feldbach (stad)
Feldbach is een gemeente (Stadt) met ruim 13.000 inwoners in de Oostenrijkse deelstaat Stiermarken. Tot 2013 was het de hoofdstad van het district Feldbach. Toen dat samenging met het district Radkersburg werd het de hoofdplaats van het fusiedistrict Südoststeiermark. In 2015 werd de gemeente uitgebreid met Auersbach, Gniebing-Weißenbach, Gossendorf, Leitersdorf im Raabtal, Mühldorf bei Feldbach en Raabau.

## Galerij

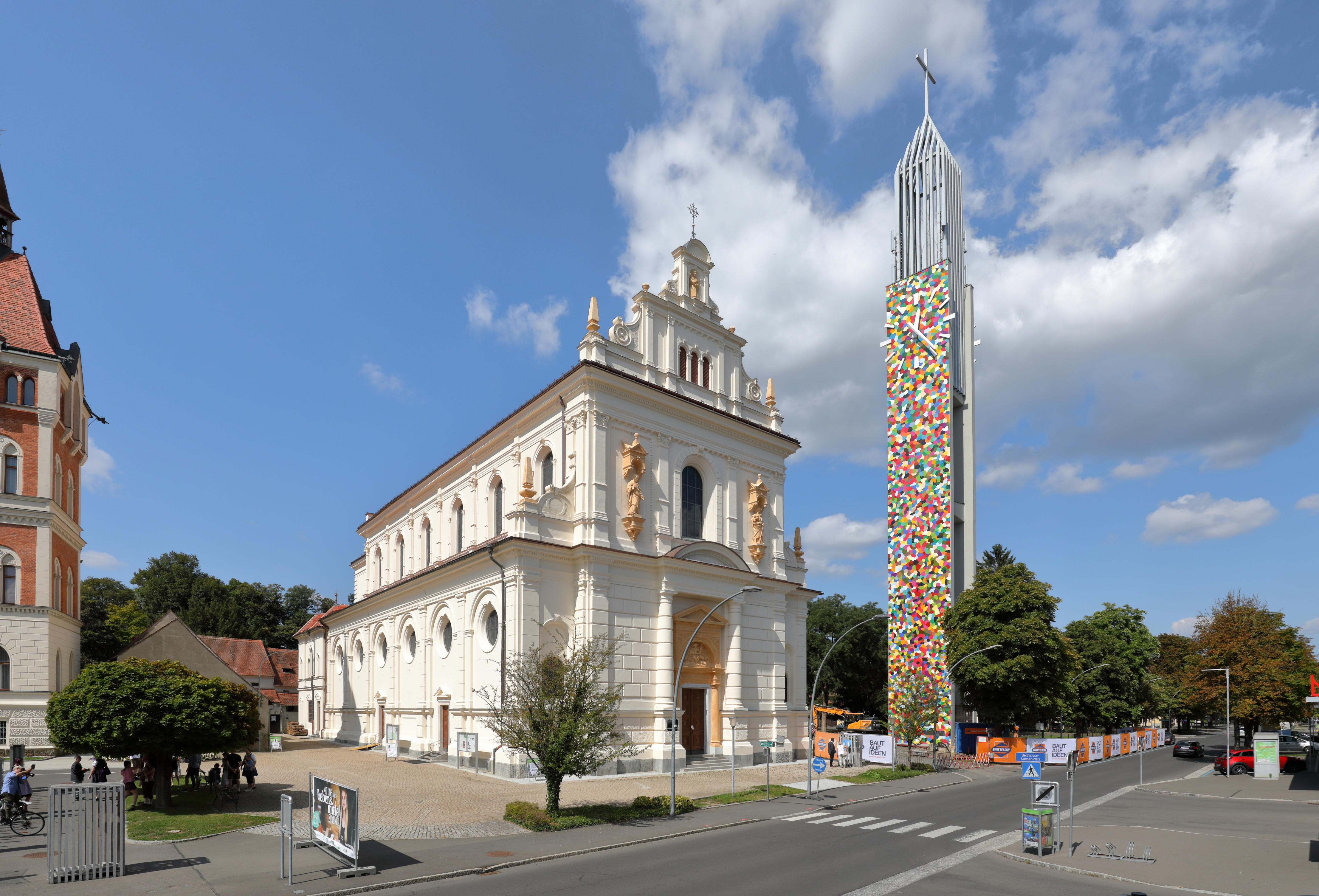
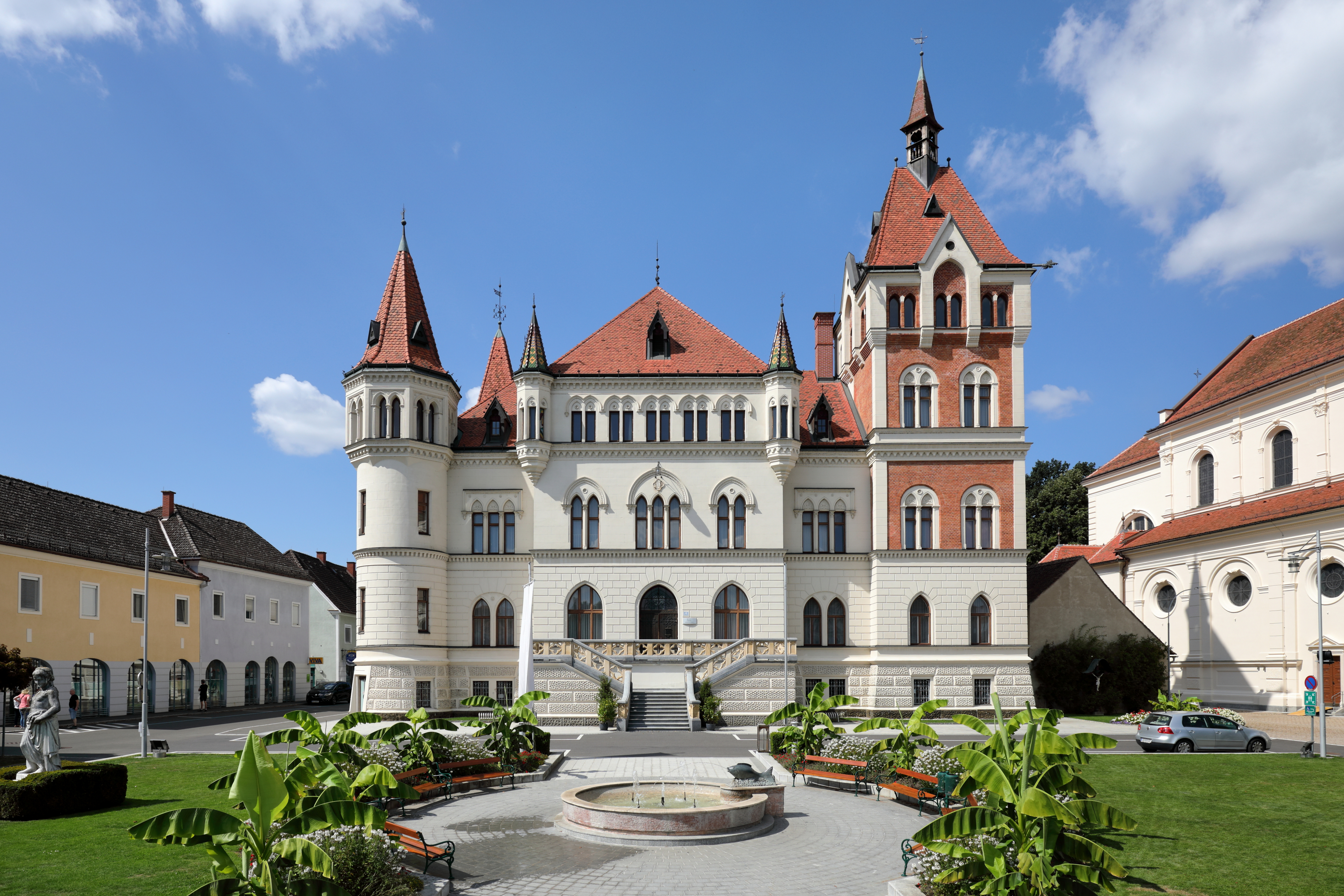
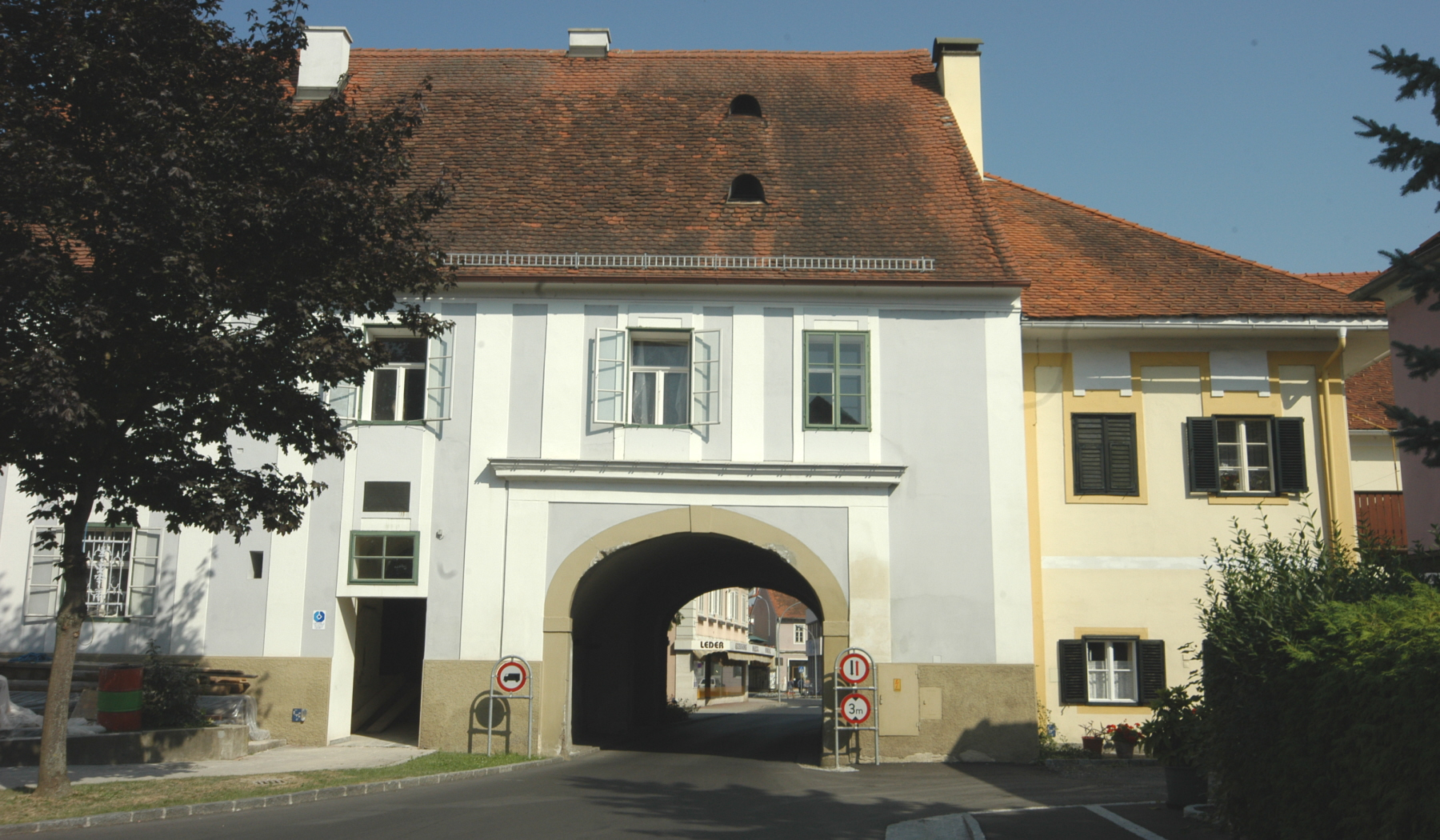
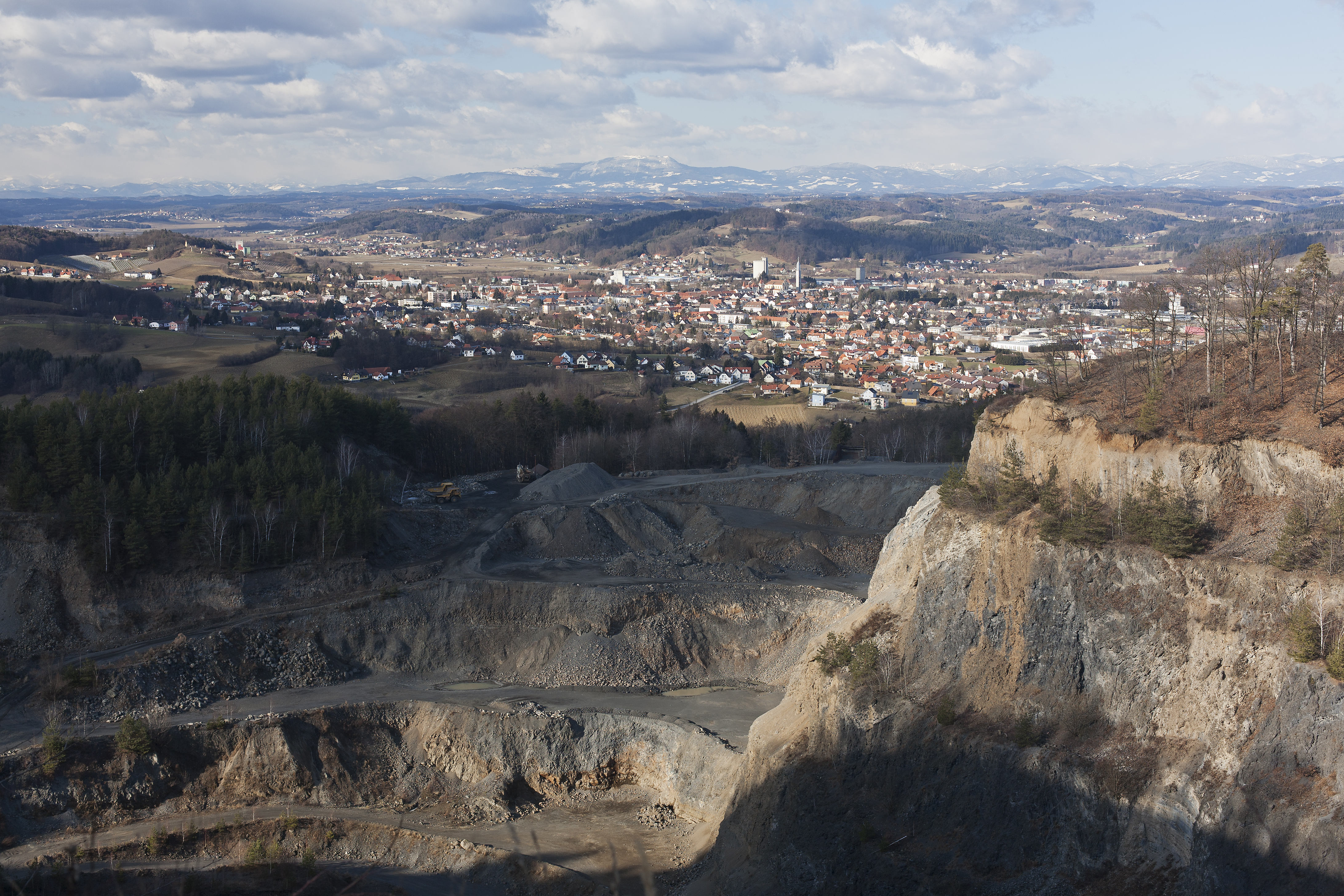
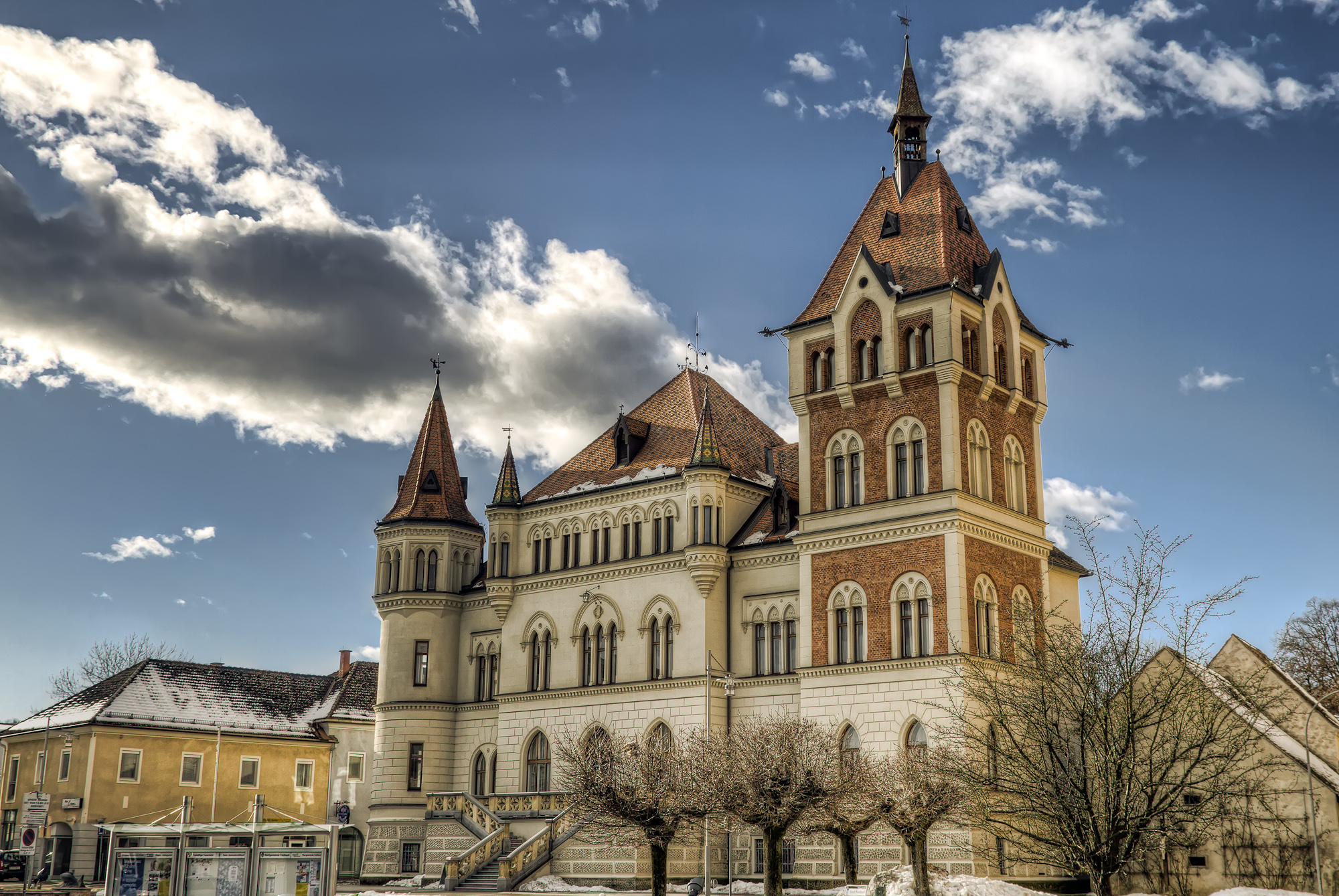
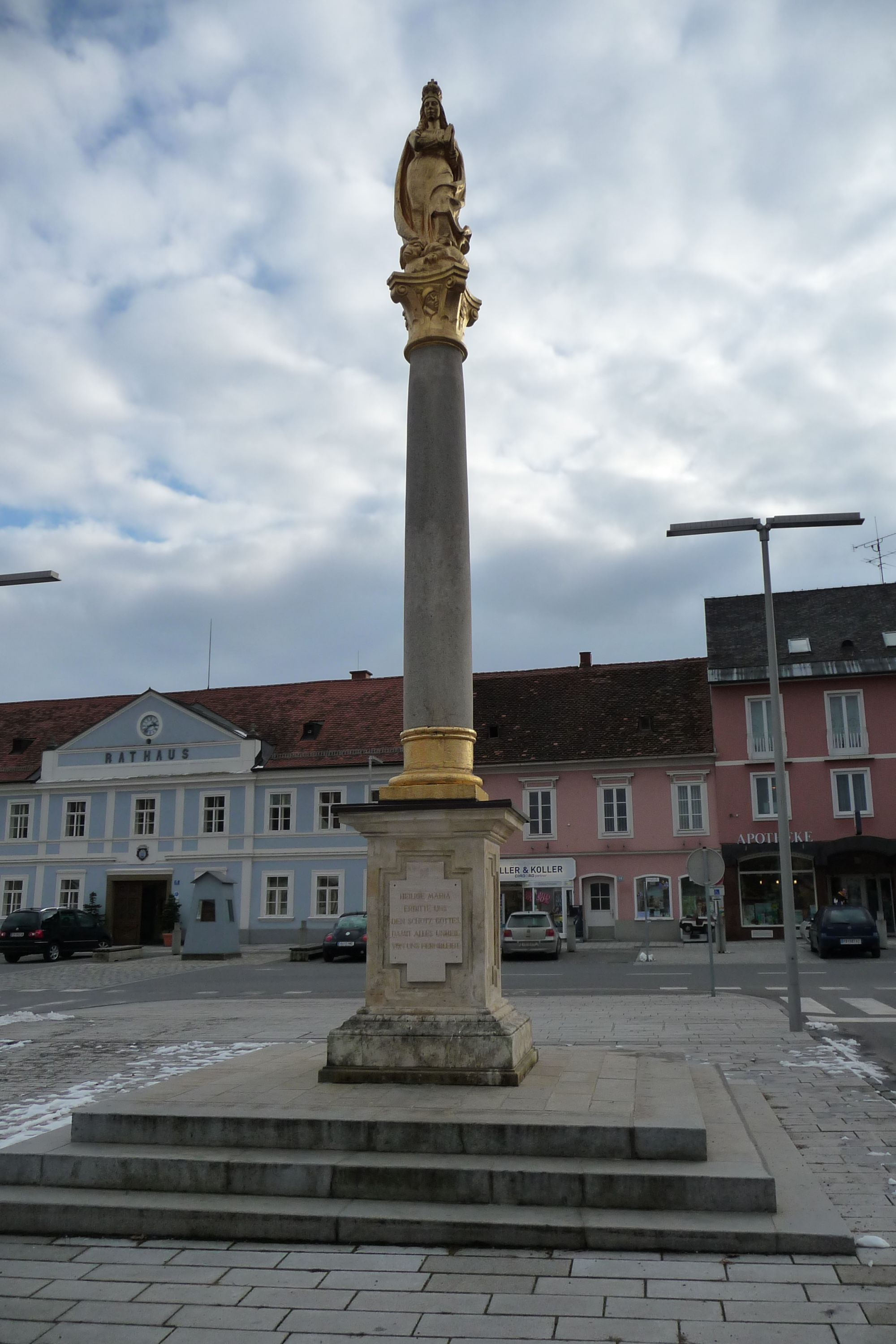
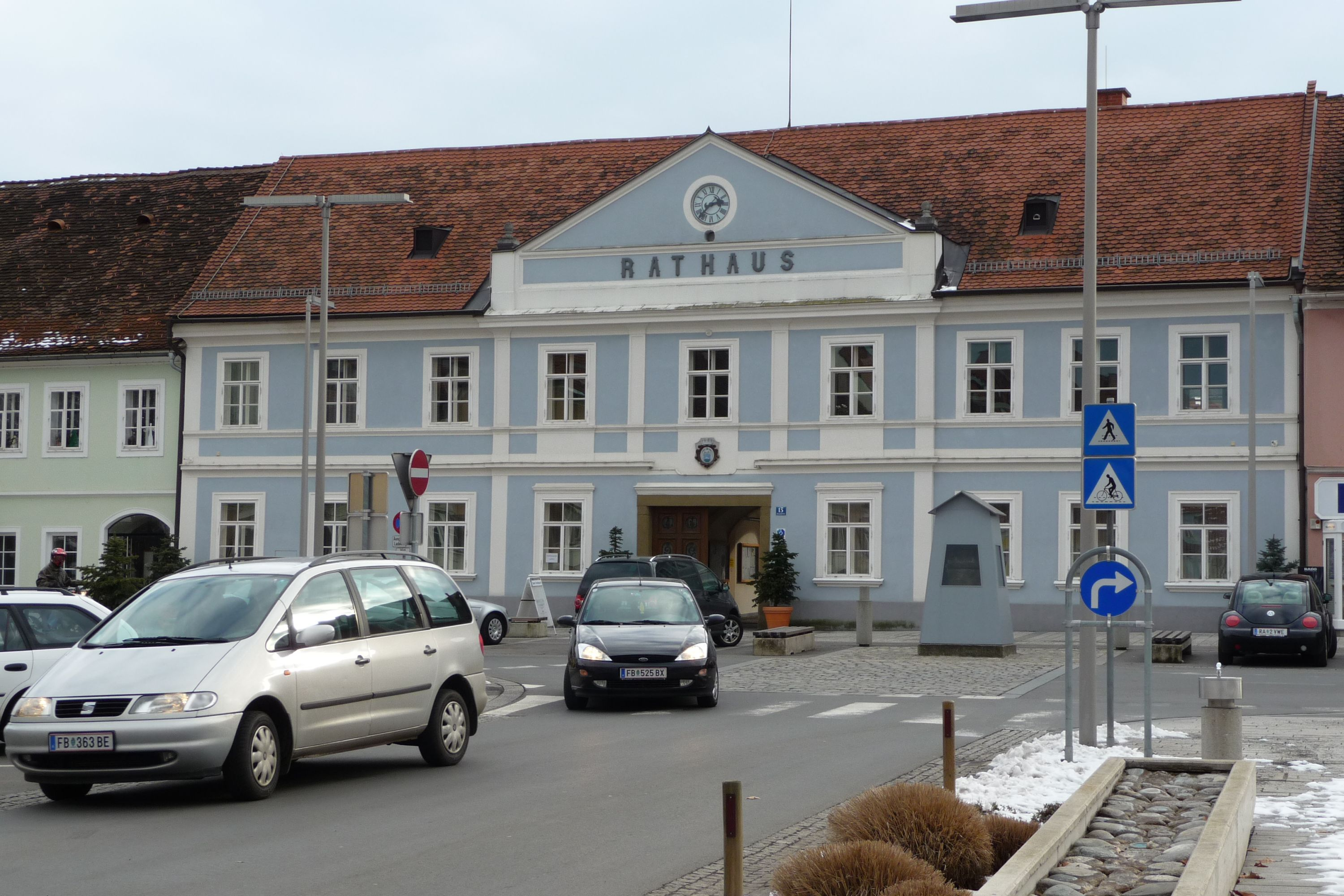

Bad Gleichenberg · Bad Radkersburg · Deutsch Goritz · Edelsbach bei Feldbach · Eichkögl · Fehring · Feldbach · Gnas · Halbenrain · Jagerberg · Kapfenstein · Kirchbach-Zerlach · Kirchberg an der Raab · Klöch · Mettersdorf am Saßbach · Mureck · Paldau · Pirching am Traubenberg · Riegersburg · Sankt Anna am Aigen · Sankt Peter am Ottersbach · Sankt Stefan im Rosental · Straden · Tieschen · Unterlamm
- Gemeinsame Normdatei: 4402917-2
- Library of Congress Control Number: n90690099
- MusicBrainz: 480c3ad6-f43b-473c-aeb3-8c36ef4eabd1
- Nationale Bibliotheek van Tsjechië: ge278583
- Nationale Bibliotheek van Israël: 987007567501005171
- Virtual International Authority File: 247000354